# La Vieille-Chapelle
Pour les articles homonymes, voir Vieille Chapelle (homonymie), Vieille et Chapelle (homonymie).
La Vieille-Chapelle est un quartier du 8e arrondissement de Marseille.

## Toponymie
Ce quartier est ainsi nommé car à une époque, dans ce quartier se trouvait une petite église dédiée à la Nativité de la Très-Sainte-Vierge, église 
qui était une succursale de la paroisse de Saint-Ferréol. Mais cette chapelle fut saisie peu après la Révolution, en 1794, comme bien national. 

Aujourd'hui, cette chapelle n'existe plus et a été démolie en 1863.

Elle était située sur la pointe des Calanquais, à l'emplacement actuel d'un parking.